# 羅正先
羅正先（?—?），贵州贵阳人，清朝政治人物。同進士出身。
乾隆十年（1745年）乙丑科進士，三甲一百四十八名，后官教授。